# Torps församling, Härnösands stift
Torps församling är en församling i Medelpads södra pastorat i Medelpads kontrakt i Härnösands stift. Församlingen ligger i Ånge kommun i Västernorrlands län och i landskapet Medelpad.

## Administrativ historik
Församlingen har medeltida ursprung.
Församlingen utgjorde på 1300-talet ett eget pastorat för att sedan från 1400-talet till 1 maj 1879 vara moderförsamling i pastoratet Torp och Borgsjö som också till 1 mars 1562 omfattade Haverö församling och där församlingen var ett eget pastorat mellan 1667 och 1669. Församlingen utgjorde från 1 maj 1879 r  till 2025 ett eget pastorat. 1 januari 2025 blev församlingen en del av Medelpads södra pastorat.

## Kyrkor
- Torps kyrka
- Torpshammars kyrka